# Solomon Asante
Solomon Asante (né le 6 mars 1990 à Kumasi au Ghana) est un footballeur international ghanéo-burkinabé, jouant au poste de milieu de terrain au Texoma FC en USL League One.

## Biographie

### Carrière en sélection
Avec l'équipe du Burkina Faso, il joue un match en 2011.
Avec l'équipe du Ghana, il compte 17 sélections (pour aucun but inscrit) depuis 2012. Il figure dans le groupe des sélectionnés lors des Coupes d'Afrique des nations de 2013 et de 2015. La sélection ghanéenne atteint la finale de la compétition en 2005, où elle sera battue par la Côte d'Ivoire.

## Palmarès
| \| ASFA Yennenga - Championnat du Burkina Faso (1) : - Champion : 2010. \| \| Tout Puissant Mazembe - Championnat de RDC (1) : - Champion : 2013-14. - Coupe de la confédération (1) : - Vainqueur : 2017 \| Ghana - Coupe d'Afrique des nations : - Finaliste : 2015. |  | |
| ASFA Yennenga - Championnat du Burkina Faso (1) : - Champion : 2010. |  | Tout Puissant Mazembe - Championnat de RDC (1) : - Champion : 2013-14. - Coupe de la confédération (1) : - Vainqueur : 2017 |

### Individuel
- Meilleur buteur de USL Championship en 2019 (22 buts)
- Meilleur passeur de USL Championship en 2019 (17 passes décisives)